# Lainy Blue
「Lainy Blue」（レイニー・ブルー）は、1991年1月にリリースされたLuis-Maryのインディーズ・デビュー・シングルである。発売元はFOLK SONG RECORDS。

## 解説
- 1000枚限定発売。
- 2月の下旬までこのシングルの発売記念ツアーを行った。

## 収録曲
1. Lainy Blue
  - 作詞：西川貴教／丸山武久　作曲：丸山武久
2. I'm Crying